# Thad Luckinbill
Thad Luckinbill, nome completo Thaddeus Rowe Luckinbill (Enid, 24 aprile 1975), è un attore e produttore cinematografico statunitense noto per aver interpretato per undici anni il ruolo di J.T. Hellstrom nella soap opera della CBS Febbre d'amore.

## Biografia
Nato in Oklahoma, dove si è laureato in finanza aziendale presso l'università dell'Oklahoma. Ha un fratello gemello di nome Trent, che lavora come avvocato a Los Angeles. Dal 2007 è sposato con l'attrice Amelia Heinle. La coppia ha due figli; Thaddeus Rowe Luckinbill Jr. (2 novembre 2007) e Georgia March Luckinbill (17 dicembre 2009). Luckinbill è patrigno di August Manning Weatherly, figlio che la moglie ha avuto dal precedente matrimonio con Michael Weatherly. Il 1º marzo 2017 annuncia il divorzio dalla moglie a causa di "differenze inconciliabili".
Debutta nel 1999 ottenendo il ruolo di J.T. Hellstrom nella soap opera della CBS Febbre d'amore, ruolo che ha interpretato fino al 2010. Parallelamente al ruolo in Febbre d'amore, Luckinbill ha partecipato a numerosi produzioni televisive, come Undressed, Sabrina, vita da strega, Nash Bridges, JAG - Avvocati in divisa, 8 semplici regole, Nip/Tuck, Ghost Whisperer - Presenze e molte altre. Nel 2000 appare nel videoclip di Don't Tell Me di Madonna, interpretando un cowboy alla fine della canzone. Per il cinema ha recitato in film come Oggi sposi... niente sesso, Sleepover, Home of the Brave - Eroi senza gloria e The Good Lie. Assieme al fratello gemello Trent e a Molly Smith ha fondato la casa di produzione cinematografica Black Label Media, con cui ha prodotto film come The Good Lie, con Reese Witherspoon, e Sicario di Denis Villeneuve.

## Filmografia parziale

### Attore

#### Cinema
- Oggi sposi... niente sesso (Just Married), regia di Shawn Levy (2003)
- Sleepover, regia di Joe Nussbaum (2004)
- Home of the Brave - Eroi senza gloria (Home of the Brave), regia di Irwin Winkler (2006)
- The Good Lie, regia di Philippe Falardeau (2014)
- Fire Squad - Incubo di fuoco (Only the Brave), regia di Joseph Kosinski (2017)
- 12 Soldiers (12 Strong), regia di Nicolai Fuglsig (2018)
- Sulle ali dell'onore (Devotion), regia di J. D. Dillard (2022)

#### Televisione
- Undressed – serie TV, 9 episodi (1999)
- Febbre d'amore (The Young and the Restless) – soap opera 897 episodi (1999-2009)
- Sabrina, vita da strega (Sabrina, the Teenage Witch) - serie TV, 1 episodio (2001)
- Nash Bridges – serie TV, 1 episodio (2001)
- The Division – serie TV, 1 episodio (2002)
- Providence – serie TV, 1 episodio (2002)
- JAG - Avvocati in divisa  (JAG) – serie TV, 1 episodio (2002)
- Buffy l'ammazzavampiri (Buffy the Vampire Slayer) – serie TV, 1 episodio (2002)
- 8 semplici regole (8 Simple Rules) – serie TV, 5 episodi (2003)
- Nip/Tuck – serie TV, 1 episodio (2006)
- CSI - Scena del crimine (CSI: Crime Scene Investigation) – serie TV, episodii 6x23, 11x03 (2006–2010)
- Senza traccia (Without a Trace) – serie TV, 1 episodio (2008)
- Ghost Whisperer - Presenze (Ghost Whisperer) – serie TV, 1 episodio (2009)
- CSI: NY – serie TV, 2 episodi (2009)
- CSI: Miami – serie TV, 1 episodio (2009)
- Nikita – serie TV, 6 episodi (2011)
- Grey's Anatomy – serie TV, episodio 8x21 (2012)
- Rizzoli & Isles – serie TV, episodio 4x04 (2013)
- Major Crimes – serie TV, 1 episodio (2013)
- Criminal Minds – serie TV, 1 episodio (2015)

### Produttore
- The Good Lie, regia di Philippe Falardeau (2014)
- Sicario, regia di Denis Villeneuve (2015)
- Demolition - Amare e vivere (Demolition), regia di Jean-Marc Vallée (2015)
- La La Land, regia di Damien Chazelle (2016)
- Rebel in the Rye, regia di Danny Strong (2017)
- Fire Squad - Incubo di fuoco (Only the Brave), regia di Joseph Kosinski (2017)
- 12 Soldiers (12 Strong), regia di Nicolai Fuglsig (2018)
- Soldado (Sicario: Day of the Soldado), regia di Stefano Sollima (2018)
- Sierra Burgess è una sfigata (Sierra Burgess Is a Loser), regia di Ian Samuels (2018)
- Whitney - Una voce diventata leggenda (I Wanna Dance with Somebody), regia di Kasi Lemmons (2022)
- Die, My Love, regia di Lynne Ramsay (2025)

## Doppiatori italiani
Nelle versioni in italiano delle opere in cui ha recitato, Thad Luckinbill è stato doppiato da:
- Gabriele Lopez in Buffy l'ammazzavampiri, CSI: Miami
- Edoardo Stoppacciaro in Ghost Whisperer - Presenze, Fire Squad - Incubo di fuoco
- Luigi Morville in Oggi sposi... niente sesso
- Andrea Beltramo in Nip/Tuck
- Stefano Crescentini in CSI - Scena del crimine (ep. 6x23)
- Oreste Baldini in CSI - Scena del crimine (ep. 11x03)
- Enrico Dusio in Febbre d'amore (1ª voce)
- Alessandro Rigotti in Febbre d'amore (2ª voce)
- Davide Perino in CSI: NY
- Paolo Vivio in Major Crimes
- Massimiliano Plinio in Rizzoli & Isles
- Fabrizio Manfredi in Criminal Minds
- Leonardo Graziano in Grey's Anatomy
- Davide Albano in Sulle ali dell'onore
- Marco Vivio in Operazione Speciale: Lioness